# 150
| [ Edytuj tabelę ] |                          |
| Cesarz Chin       | - 146 Han Huandi 168     |
| Władca Korei      | - 146 Ch’adae 165        |
| Papież            | - 140 Pius I 155         |
| Król Partów       | - 147 Wologazes IV 191   |
| Cesarz Rzymu      | - 138 Antoninus Pius 161 |

Rok 150 / CL
stulecia: I wiek ~
II wiek ~
III wiek

lata: 140 «
145 «
146 «
147 «
148 «
149 «
150
» 151
» 152
» 153
» 154
» 155
» 160

## Wydarzenia
- Klaudiusz Ptolemeusz napisał dzieło Geografia (data przybliżona). Na ziemiach polskich wzmiankował miejscowości Askaukalis, Carrodunum i Kalisia.

## Urodzili się
- Hermogenes z Tarsu, grecki sofista (zm. 230)
- Klodiusz Albinus, rzymski namiestnik Brytanii i cesarz uzurpator (zm. 197).
- Nagardżuna, buddyjski filozof, twórca madhjamiki (zm. ≈250).

## Zmarli
- Aśvaghoṣa, indyjski poeta (ur. 80?).
- Liang Na, chińska cesarzowa (ur. 116).

## Zdarzenia astronomiczne
- 7 grudnia – obrączkowe zaćmienie Słońca